# Nyāya (hinduismo)
El nyāya (pronunciación aproximada "niaaia", lit. «recursión, regla, método») es uno de los seis darshana o doctrinas ortodoxas (astika) hinduistas.
En epistemología, nyāya estudia las fuentes de conocimiento (pramāṇa) y se basa en los Nyāya Sūtras (circa del siglo VI a. C. y siglo II d. C.), un texto muy influyente en la filosofía india que sentó las bases para los debates epistemológicos clásicos entre las diferentes escuelas filosóficas. Nyāya sostiene que el sufrimiento humano surge de la ignorancia y la liberación surge a través del conocimiento correcto. Por lo tanto, investigaban las fuentes del conocimiento correcto o la epistemología. Nyāya tradicionalmente acepta cuatro pramāṇas como medios confiables para obtener conocimiento: Pratyakṣa (percepción), Anumāṇa (inferencia), Upamāṇa (comparación y analogía) y Śabda (palabra, testimonio de expertos pasados o presentes confiables). Sin embargo, el conocimiento obtenido por cada uno de ellos puede ser válido o no. En un sentido, nyāya es posiblemente la escuela india que más se aproxima a la epistemología occidental, aunque los escritores nyāya llevaron a cabo su trabajo con una finalidad específicamente religiosa.
En la metafísica, nyāya defendió una forma de realismo filosófico. Los Nyāya Sūtras incluyen los argumentos clásicos hindúes contra las teorías budistas del no-yo (anatta). La obra también argumenta contra un Dios creador (Isvara), un debate que fue central para el hinduismo en el período medieval.
Una importante contribución de esta escuela es su metodología, basada en un sistema de lógica que posteriormente fue aprobada por la mayoría de las demás escuelas de la India (ortodoxas o no).

## Nombre sánscrito
- nyāya, en el sistema AITS (alfabeto internacional para la transliteración del sánscrito).[6]
- न्याय, en escritura devanagari del sánscrito.[6]
- Pronunciación:
  - [njaːja] (según el alfabeto IPA) en sánscrito clásico,[7][6]
  - [njáːja] (según el alfabeto IPA) en varios idiomas actuales
- Etimología: deriva de la raíz sánscrita ní, que significa ‘conducir’. La palabra compuesta ny-āya significa 'recursión, regla, método' y es traducida frecuentemente como silogismo e inferencia.[6] Por extensión se aplica al raciocinio, a la lógica o al método que conduce al espíritu humano en ciertos actos, y particularmente en el de la argumentación y de la disensión.

## Fundamentación
Esta escuela se puede apreciar de dos modos: como un método de lógica y epistemología o como una parte de la religiosidad de la India. Sea como sea, en ambos casos conlleva una gnoseología y una ontología.
En efecto, el nyāya es una escuela de especulación filosófica que ha devenido posteriormente en un sistema dedicado también a la metafísica. El corpus principal de esta escuela se encuentra en los textos llamados Nyāya sūtra escritos por el sabio Gótama Aksha Pada en el siglo II a. C. (aunque algunos opinan que el Nyāya sūtra fue escrito en el siglo VII d. C.), este Gótama (que no se debe confundir con el famoso santo Gautama Buda) fue un filósofo que recibió el sobrenombre de Aksha Pada (siendo akṣa ‘ojos’ y pāda ‘pies’), posiblemente por tener la vista fija en los pies, o por la intención realista de su trabajo. El nombre Gótama significa ‘el mejor buey’ (siendo go ‘vaca, buey’ y tama ‘el mejor’).
Su metodología está basada en un sistema lógico-epistemológico que fue adoptado por la mayor parte de las otras escuelas hinduistas (ortodoxas o no) de un modo semejante al que la ciencia, la religión y la filosofía occidentales pueden considerarse basados en la lógica del filósofo griego Aristóteles (384-322 a. C.).
El nyāya es varios siglos posterior al Órganon (la obra completa de Aristóteles), pero recién fue conocido en Occidente tras ser publicado en 1828 en Calcuta por la Comisión General de Instrucción Pública, acompañado de un comentario de Vishua Natha (del siglo XVII), conteniendo 525 sutras en prosa y divididos en cinco lecturas subdivididas en varios capítulos, ofreciendo estas lecturas dos partes distintas: la primera enteramente dogmática está formada de una sola lectura, las otras cuatro constituyen la segunda parte que está consagrada a la polémica dando Gótama solución a todas las objeciones de que puede ser objeto su doctrina.
La forma de expedición de dicho sistema de lógica es la forma axiomática siendo su ventaja principal la concisión.
El nyāya sin embargo difiere de la lógica analítica occidental en cuanto este no es una lógica con un fin en sí misma sino que su objetivo es [[Moksha (hinduismo)|{{Unicode]] o liberación (respecto al sufrimiento).
Según esta escuela el obtener una consciencia válida es el único modo de obtener mokṣa, en tal sentido es entonces también una praxis soteriológica (redentora).
La primera lectura del nyāya (la adhyáya) contiene sesenta axiomas que conllevan lo esencial y lo fundamental de la dialéctica de Gótama prometiendo la eterna bienaventuranza a todos cuantos posean la doctrina que él enseña en toda su extensión.
En la tesis sustentada dentro del nyāya la única consciencia auténtica es aquella que no está ya más sujeta (o sujetada) a la contradicción, aquella que devela lo real tras los fenómenos (tras la maya) y que recién así puede presentar una realidad fidedigna y veraz. Solo tal consciencia puede ser considerada verdadera consciencia y está contrapuesta al «recuerdo» y a la «duda» así como al razonamiento hipotético que por ser hipotético está en la incertidumbre. Ahora bien, la original escuela del nyāya no rechaza de plano la duda ni la hipótesis sino que las considera subsidiarias, como etapas para acceder a la plena consciencia.
Por esto los filósofos de esta teoría debieron trabajosamente identificar primeramente fuentes de conocimiento válidas (en un proceso semejante a la duda metódica que llevó a Descartes a considerar al cogito —el pienso— como punto de partida para afirmar la existencia del ego y de todo el raciocinio), fuentes de conocimiento válidas que permitieran distinguir las falsas opiniones. Así fueron identificados cuatro medios (pramana) por los cuales obtener consciencia de lo conocible: percepción, inferencia, analogía y testimonio fidedigno. El conocimiento a través de cada uno de estos puede, según la escuela nyāya, ser válido o inválido; por consecuencia los estudiosos debieron identificar cosas determinantes en cada caso singular para evidenciar que se lograba una conciencia válida o no; esto llevó a la creación de esquemas explicativos semejantes (aunque no iguales) a los de la filosofía analítica occidental.

## Teoría inferencial del nyāya
En ésta se nota una combinación de inducción y deducción por un pasaje de lo particular a lo particular mediante lo general (de este modo los «silogismos» del nyāya tienen cierto aspecto tautológico aunque no quedan en la tautología sino que la redundancia sirve para reafirmar lo inferido) ya que, como se ha indicado, en la lógica del nyāya toda forma común de conocimiento es apenas una parte de lo real, lo real se presenta inicialmente de modo relativo, por ejemplo modificado por nuestros sentidos.
El esquema básico inferencial recuerda entonces a un silogismo y es el siguiente:
1. pratigña: tesis, requiere comprobación.
2. jetu: motivo, substanciación.
3. udharana: ejemplo (frecuentemente por analogía).
4. upadana: reafirmación pragmática.
5. nigama: inferencia, conclusión, aplicación del principio general contenido ya en el tercer término.

Un ejemplo clásico de los cinco pasos arriba indicado es el siguiente:
1. pratigña: «En la montaña hay fuego»
2. jetu: «Porque hay humo».
3. udharana: «Donde hay fuego hay humo» (como se ve en los fogones).
4. upadana: «Allí en la montaña hay humo».
5. nigama: «(Entonces) en la montaña hay fuego».

Obviamente para la lógica actual el razonamiento parece ingenuo ya que no parece forzoso que el fuego esté acompañado de humo o viceversa, sin embargo afinando el ejemplo clásico (redefiniendo ejemplos como «fuego» y «humo») el proceso inferencial nyāya se mantiene válido.

## Métodos para investigar la verdad
Gótama agrega 16 métodos para investigar la verdad:
1. Medios de conocimiento
2. Objetos a investigar
3. Duda
4. Propósito
5. Precedente
6. Dogma
7. Premisa
8. Confutación
9. Afirmación
10. Discreción
11. Sutilezas
12. Cavilación
13. Falacia
14. Prevaricación
15. Objeciones
16. Argumentos.

Hay cuatro canales de conocimiento:
1. Percepción sensorial
2. Inferencia
3. Analogías
4. Testimonios.

Para que esto sea fuente de sabiduría real deben existir los 12 objetos de conocimiento:
1. Alma
2. Cuerpo
3. Sentidos
4. Mundo fenomenológico
5. Conciencia superior
6. Mente
7. Voluntad
8. Error
9. Estados más allá de la Tierra
10. Karma
11. Dolor
12. Liberación.